# Matthias Hochegger
Matthias Hochegger (* 22. Feber 1993) ist ein österreichischer Nordischer Kombinierer.

## Werdegang
Seine ersten FIS-Wettkämpfe bestritt Matthias Hochegger im Jahr 2008. Am 24. Jänner 2010 debütierte er im Continental Cup der Nordischen Kombination, als er in einem Gundersen-Wettbewerb von der Großschanze, der in Bischofshofen ausgetragen wurde, den 25. Rang belegte. Sein bestes Resultat in dieser Wettbewerbsserie erzielte er am 18. Feber 2012 mit dem zweiten Platz in einem Teamwettbewerb im slowenischen Kranj. In Einzelwettkämpfen stellen zwei vierte Plätze seine besten Ergebnisse dar. In der Saison 2013/14 erreichte er den siebten Rang der Gesamtwertung. Zudem startete er zwischen 2008 und 2013 auch regelmäßig im Alpencup.
Bei den Nordischen Junioren-Skiweltmeisterschaften 2013 im tschechischen Liberec nahm er am Einzelwettkampf von der Normalschanze teil. Am Ende der sich anschließenden Langlaufdistanz über zehn Kilometer kam er auf dem 16. Platz ins Ziel.
Seinen bislang letzten internationalen Wettkampf bestritt Matthias Hochegger am 16. März 2014 in Kuusamo.

## Erfolge

### Nordische Junioren-Skiweltmeisterschaften
- Liberec 2013: 16. Gundersen (HS 100/10 km)

### Continental-Cup-Platzierungen
| Saison  | Platz | Punkte |
| ------- | ----- | ------ |
| 2009/10 | 105.  | 006    |
| 2011/12 | 058.  | 051    |
| 2012/13 | 032.  | 138    |
| 2013/14 | 007.  | 351    |